# Picó Bernat
El Picó Bernat és una muntanya de 1.535 metres d'altitud del terme municipal de Sant Esteve de la Sarga que es troba al vessant nord del Montsec d'Ares, lluny al sud-est del poble de Sant Esteve de la Sarga i al sud-oest d'Alzina.